# Brachygalba albogularis
Brachygalba albogularis là một loài chim trong họ Galbulidae.